# Jakub Bednarczyk
Jakub Jacek „Kuba“ Bednarczyk (* 2. Januar 1999 in Tarnowskie Góry) ist ein polnisch-deutscher Fußballspieler, der aktuell vereinslos ist. Der vielseitig einsetzbare Flügelspieler stammt aus der Jugend von Bayer 04 Leverkusen, sammelte dort erste Erfahrungen im Profifußball und wechselte 2019 zum FC St. Pauli. Von 2020 bis 2021 spielte er für eine Saison in Polen. Von 2015 bis 2019 spielte er für verschiedene polnische Nachwuchsnationalmannschaften.

## Karriere

### Verein
Bednarczyk begann in der Jugend des SV 09 in Bergisch Gladbach mit dem Vereinsfußball und wechselte 2011 in die Jugend von Bayer 04 Leverkusen. Dort spielte er unter anderem als Außenverteidiger und offensiv auf den Flügeln, wodurch er Erfahrung auf mehreren Positionen gewann. Bereits als 15-Jähriger stieß er dort zur U17-Mannschaft und gewann mit dieser in der Saison 2015/16 die deutsche B-Junioren-Meisterschaft. Dabei erzielte er sechs Tore in 19 Spielen, darunter den 2:0-Endstand im Finale gegen Borussia Dortmund. Anschließend rückte er in die U19 auf und sammelte dort in der UEFA Youth League internationale Erfahrung, als er bei allen sechs Spielen zum Einsatz kam und beim Heimspiel gegen Tottenham Hotspur auch als Torschütze erfolgreich war. Die Mannschaft überstand die Vorrunde jedoch nicht und in der A-Junioren-Bundesliga West scheiterte er mit seinen Teamkollegen knapp am Einzug in die Endrunde um die deutsche A-Junioren-Meisterschaft. In den 26 Ligaspielen erzielte Bednarczyk 12 Tore. Es folgte ein weiteres Jahr in der U19, das mit einem sechsten Platz in der Liga abgeschlossen wurde. Zur Saison 2018/19 wurde er 19-jährig in den Kader der Profimannschaft aufgenommen. Er kam in der Saisonvorbereitung gegen unterklassige Gegner zum Einsatz. Seinen einzigen Pflichtspieleinsatz hatte er, als er am 13. Dezember 2018 beim 5:1-Auswärtssieg gegen die AEK Larnaka in der Gruppenphase der Europa League in der 81. Spielminute für Wendell eingewechselt wurde.
Am 22. Januar 2019 wechselte Bednarczyk zum Zweitligisten FC St. Pauli, bei dem er einen Vertrag mit einer Laufzeit bis zum 30. Juni 2021 sowie der Option auf Verlängerung bis Mitte 2022 erhielt; er wurde mit der Vertragsunterzeichnung auch in den Kader der ersten Mannschaft aufgenommen. Der Verein kündigte gleichzeitig an, Bednarczyk bis mindestens Ende März 2019 in der zweiten Mannschaft des Vereins trainieren zu lassen und ihn anschließend in das Training der ersten Mannschaft aufzunehmen. Bis zum Saisonende kam Bednarczyk zu 10 Einsätzen in der viertklassigen Regionalliga Nord, wobei er ein Tor erzielte. Bei der Profimannschaft stand er in keinem Spiel im Spieltagskader. Auch in der Saison 2019/20 hatte Bednarczyk unter Jos Luhukay einen schweren Stand. Sein einziger Zweitligaeinsatz war ein Startelfeinsatz am 2. Spieltag. Anschließend saß Bednarczyk noch bei 2 Spielen auf der Bank, ohne eingesetzt zu werden (zuvor schon am 1. Spieltag). Er spielte hauptsächlich in der zweiten Mannschaft, für die er auf 13 Regionalligaeinsätze (2 Tore) kam. Am 1. September 2020 wechselte Bednarczyk bis zum Ende der Saison 2020/21 auf Leihbasis in seine polnische Heimat zum Erstligisten Zagłębie Lubin. Dort kam er zu 8 Einsätzen in der Ekstraklasa, von denen er 3-mal in der Startelf stand. Zur Saison 2021/22 kehrte Bednarczyk zum FC St. Pauli zurück. Er gehörte seither jedoch nicht mehr dem Profikader von Timo Schultz an, sondern wurde in die zweite Mannschaft integriert. Dort absolvierte er 27 Regionalligaspiele (3 Tore) und verließ den Verein nach der Saison mit seinem Vertragsende. Einen neuen Verein konnte er bisher nicht finden.

### Nationalmannschaft
Seine ersten Einsätze für eine Auswahl des polnischen Verbandes hatte Bednarczyk im April 2015 für die U-16-Nationalmannschaft im Rahmen eines Juniorenturniers in Israel. Für die U-17-Auswahl bestritt er im März 2016 zwei Spiele im Rahmen der letztlich erfolglosen Qualifikation für die U17-EM; Polen scheiterte hier an Serbien. Es folgten zwischen 2016 und 2017 fünf Spiele für die U18 und im März 2018 zwei Einsätze für die U19 beim Qualifikationsturnier für die U-19-EM in Finnland, bei dem sich Qualifikations-Gastgeber Italien durchsetzte. Seit September 2018 gehört er der U-20-Nationalmannschaft an, für die er zwei Tore erzielte. An der U-20-WM 2019 nahm er mit Polen als Gastgeber teil. Bednarczyk wurde in allen vier Partien seiner Mannschaft eingesetzt, einzig im ersten Gruppenspiel stand er nicht in der Startformation. Im zweiten Gruppenspiel gelang ihm beim 5:0-Sieg über Tahiti der Führungstreffer. Polen schied schließlich im Achtelfinale gegen Italien aus. Sein letzter Einsatz für eine polnische Auswahl bestritt er am 6. September 2019 für die U21 bei einem EM-Qualifikationsspiel in Lettland (1:0).

## Erfolge
- Deutscher B-Junioren-Meister: 2016